# Elastomerpumpe
Als Elastomerpumpe oder elastomerisches Pumpsystem wird eine in der Medizin eingesetzte Infusionspumpe zum einmaligen Gebrauch bezeichnet, die unabhängig von externen Energiequellen die sichere und unkomplizierte Infusion von Medikamenten in der Klinik und zu Hause ermöglicht.

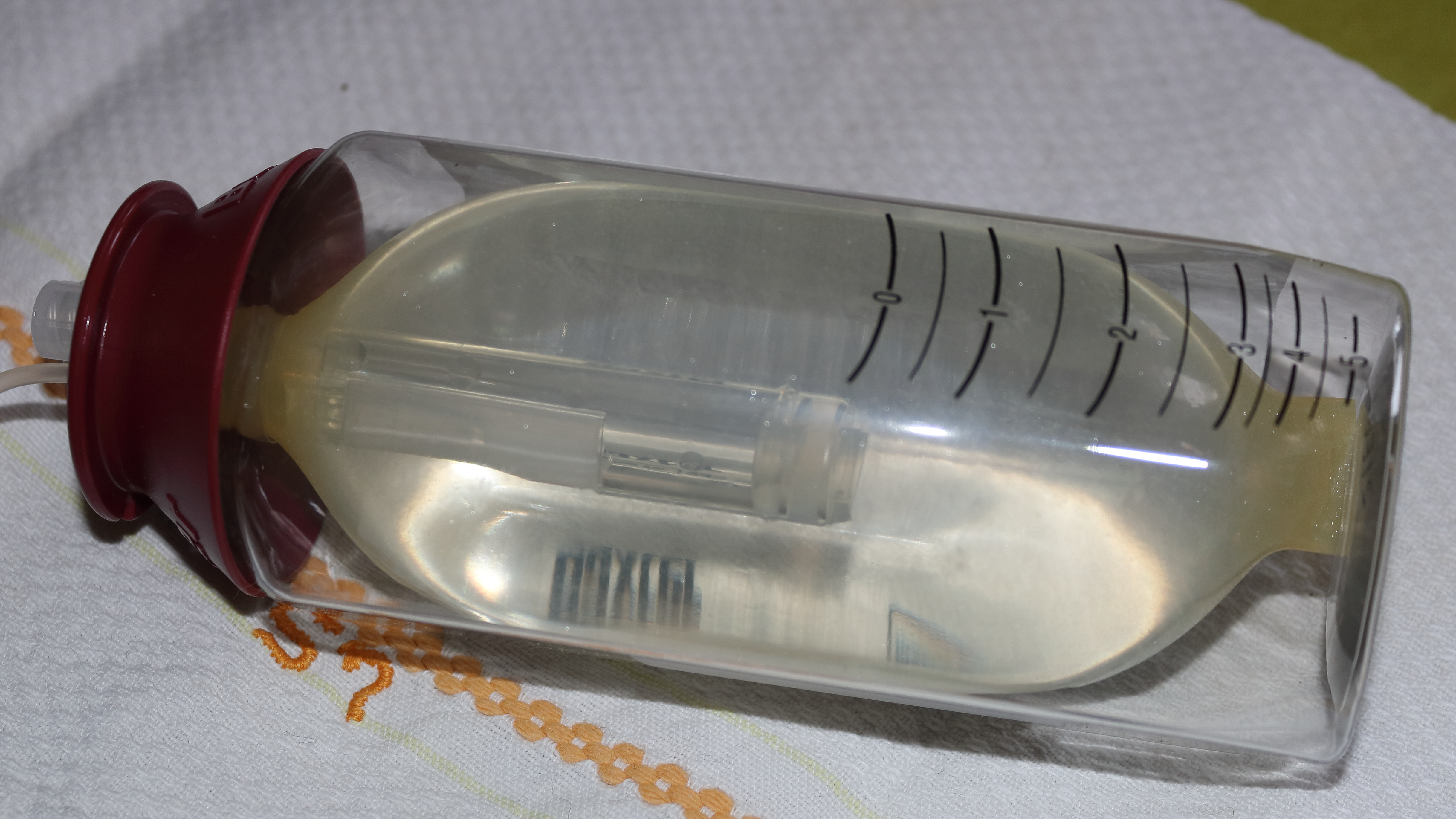
Volle Elastomerpumpe

## Funktionsweise
Durch Befüllung mit der zu infundierenden Flüssigkeit dehnt sich das elastische Material eines Elastomer-Ballons aus und baut einen Druck auf, der die Pumparbeit leistet. Ein Flussbegrenzer, eine feine Kapillare aus Glas oder Plastikmaterial, bestimmt die Infusionsgeschwindigkeit, so dass keine Einstellungen durch den Arzt oder den Patienten notwendig sind. Je nach Fabrikat und Anwendungsbereich können Flussraten zwischen 0,3 ml/h und 250 ml/h und Zeiträume von wenigen Minuten bis hin zu mehreren Tagen gewählt werden. Da die voreingestellte Infusionsrate durch äußere Faktoren (insbesondere die Temperatur) gestört werden kann, ist die Genauigkeit von Elastomerpumpen nicht für alle Anwendungsbereiche ausreichend.

## Anwendungsbereiche
Die häufigsten Anwendungsbereiche sind die ambulante Infusion von zur antineoplastischen Chemotherapie (zumeist 5-Fluorouracil, seltener Trabectedin) eingesetzten Medikamenten oder von Antibiotika. Im Rahmen der patientenkontrollierten Schmerztherapie (Patient Controlled Analgesia; PCA) eingesetzte Elastomerpumpen besitzen zusätzlich eine Steuereinheit, die es dem Patienten ermöglicht, den Fluss in einem begrenzten Umfang selbst zu beeinflussen. Elastomerpumpen werden auch im Rahmen der Regionalanästhesie anstelle elektromechanischer Pumpen eingesetzt, wobei dort auch mehrstufige Elastomerpumpen mit drei oder mehr Flussraten zum Einsatz kommen.
In einer kleinen Studie bevorzugten Chemotherapiepatienten die Elastomerpumpe gegenüber einem herkömmlichen mechanischen Pumpensystem. Als Gründe hierfür wurden vor allem das niedrigere Gewicht, die kleineren Abmessungen, die bessere Alltagstauglichkeit und die Anwendungsfreundlichkeit genannt.

## Fabrikate
Elastomerpumpen werden von einer Reihe von Herstellern angeboten. Beispiele sind Accufuser® (Woo Young Medical; im Vertrieb von WYM Deutschland), CareVis® (Promecon), Easyflow (Adriamed; im Vertrieb von Burg Pharma), Easypump® II (B.Braun), Folfusor®, Infusor® und Intermate® (Baxter), Neofuser® (S&S Med, im Vertrieb von Smiths Medical) oder Surefuser® (Nipro; im Vertrieb von medac), AutoFuser® (ACE Medical; im Vertrieb von OMT und OncoMedical) oder Dosi-Fuser® (Leventon SAU, im Vertrieb von Promecon).